# Viktor Vlasov (basketballer)
Viktor Petrovitsj Vlasov (Russisch: Виктор Петрович Власов) (Moskou, 1 november 1925 - Moskou, 11 augustus 2002) was een Russische basketbalspeler die uitkwam voor het nationale team van de Sovjet-Unie. Hij kreeg de onderscheidingen Meester in de sport van de Sovjet Unie in 1953.

## Carrière
Vlasov begon zijn carrière in 1945 bij Troedovych Rezervach Moskou. Na één seizoen ging hij spelen voor Dinamo Moskou. Met Dinamo werd hij één keer Landskampioen van de Sovjet-Unie in 1948. Hij werd tweede in 1956 en derde in 1957 en 1958. In 1950 verloor hij met Dinamo de finale om de USSR Cup. Met de Sovjet-Unie speelde hij op de Olympische Spelen in 1952 en won de zilveren medaille. Hij won goud op het Europees kampioenschap in 1951, 1953 en brons in 1955. In 1959 werd Vlasov hoofdcoach van Dinamo Moskou. Hij bleef dat t/m 1969.
Hij kreeg de onderscheiding Orde van de Vaderlandse Oorlog.

## Erelijst
- Landskampioen Sovjet-Unie: 1
  - Winnaar: 1948
  - Tweede: 1956
  - Derde: 1957, 1958
- Bekerwinnaar Sovjet-Unie:
  - Runner-up: 1950
- Olympische Spelen:
  - Zilver: 1952
- Europees Kampioenschap: 2
  - Goud: 1951, 1953
  - Brons: 1955